# Star Trek Beyond
Star Trek Beyond (titulada Star Trek: sin límites en Hispanoamérica y Star Trek: más allá en España) es una película de acción y ciencia ficción estadounidense de 2016 dirigida por Justin Lin, escrita por Simon Pegg y Doug Jung,  producida por Lin, J. J. Abrams, Roberto Orci y Lindsey Weber; basada en la serie de televisión Star Trek creada por Gene Roddenberry. Es la decimotercera película de la franquicia y la tercera entrega de la serie de reinicio, después de Star Trek (2009) y Star Trek Into Darkness (2013). Chris Pine y Zachary Quinto repiten sus respectivos papeles como el Capitán James T. Kirk y el Comandante Spock, con Pegg, Karl Urban, Zoe Saldaña, John Cho y Anton Yelchin retomando sus papeles de las películas anteriores. Esta fue una de las últimas películas de Yelchin; Murió en junio de 2016, un mes antes del estreno de la película.  También aparecen Idris Elba, Sofia Boutella, Joe Taslim y Lydia Wilson.
La fotografía principal comenzó en Vancouver el 25 de junio de 2015.  La película se estrenó en Sídney el 7 de julio de 2016 y fue estrenada en los Estados Unidos el 22 de julio de 2016 por Paramount Pictures.  La película está dedicada a la memoria de Yelchin, así como a la del actor Leonard Nimoy, fallecido durante la preproducción.  La película recaudó 343,5 millones de dólares en taquilla y recibió críticas positivas de los críticos. En la 89.ª edición de los Premios de la Academia, la película fue nominada a Mejor Maquillaje y Peluquería. Se está desarrollando una secuela.

## Sinopsis
La tripulación del USS Enterprise, liderada por el capitán James T. Kirk (Chris Pine), llega a la base estelar Yorktown para un permiso de desembarco y abastecimiento de la nave. El capitán James Kirk ha solicitado un ascenso a vicealmirante y comandante de Yorktown, recomendando a Spock como nuevo capitán del Enterprise. Mientras tanto, Sulu se reúne con su esposo y su hija, Scott trabaja para mantener la nave en funcionamiento, y Spock y Uhura terminan amigablemente su relación; Spock también recibe la noticia de la muerte del embajador Spock (su "yo" de la realidad alterna) en Nuevo Vulcano.
La Enterprise es enviada a una misión de rescate después de que una cápsula de salvamento apareciera en el espacio desde una nebulosa cercana. La superviviente, Kalara, afirma que su nave está varada en Altamid, un planeta dentro de la nebulosa. La nave cae en una emboscada de multitud de naves pequeñas en formación similar a un enjambre que agujerean el casco del  Enterprise , atacan a la tripulación y toman algunos prisioneros. El líder del ataque, Krall, invade la nave en busca de una reliquia llamada Abronath, que Kirk había obtenido en una misión diplomática fallida. Kirk ordena a los pocos supervivientes que quedan en el Enterprise que abandonen la nave (tal y como su padre había hecho con el USS Kelvin  durante su nacimiento), mientras la sección del platillo es separada de los propulsores y se precipita hacia el planeta.
En la superficie, Sulu, Uhura y otros supervivientes son capturados por Krall. Kirk y Pavel Chekov, acompañados por Kalara, localizan la sección accidentada del platillo. Se descubre que Kalara es aliada de Krall cuando trata de recuperar el Abronath. Para escapar de los hombres de Krall, Kirk activa los propulsores haciendo que el platillo se vuelque hacia adelante, aplastando a Kalara. Mientras tanto, el herido Spock y el doctor McCoy comienzan a buscar supervivientes. Spock confiesa a McCoy su intención de dejar la flota estelar para continuar el trabajo del Spock viejo en Nuevo Vulcano. Mientras tanto, Scotty es rescatado por Jaylah, una chatarrera que logró escapar del campamento de Krall, y lo lleva hasta su "casa", los restos de la nave terrestre USS Franklin, desaparecida hacía más de un siglo. Scott logra reunirse con Kirk, Chekov, McCoy y Spock. Usando la nave como base, conspiran para atacar el campamento de Krall, usando el sistema de transporte del Franklin, y luego escapar del planeta usando la nave reparada. Mientras tanto, Krall coacciona al alférez Syl para entregar el Abronath, que había estado ocultando. El Abronath es la mitad restante de una antigua arma biológica, creada por los habitantes originales del planeta que puede desintegrar a cualquier humanoide. Con el dispositivo completo, Krall planea atacar Yorktown y matar a sus habitantes, para después atacar a la Federación. Kirk consigue liberar a su tripulación mientras Krall lanza sus drones, con el arma biológica, hacia Yorktown.
La tripulación persigue a Krall con la Franklin. Scotty transporta a Spock y McCoy a una de las naves no tripuladas de Krall. Tras matar al piloto, interrumpen las frecuencias VHF de comunicaciones y destruyen su flota, pero Krall huye hacia  Yorktown con el arma biológica. Uhura y Kirk descubren que Krall es en realidad un humano: el capitán Balthazar Edison, excapitán de la Franklin, que se desilusionó con la creación de la Federación, rechazando sus principios de unidad y cooperación con antiguos enemigos. Cuando él y su tripulación quedaron varados en Altamid, creyó que la Federación les había abandonado deliberadamente. Los tres supervivientes prolongaron sus vidas con la tecnología de nativos del planeta (a costa de sus compañeros de tripulación y su fisiología humana), y reutilizaron los drones de la especie autóctona que aún permanecían intactos para crear un enjambre. Edison planea destruir la Federación para reanudar el conflicto galáctico. Kirk persigue a Edison (ahora en su forma humana) por el sistema de ventilación de Yorktown, donde Edison activa el arma biológica. Antes de que pueda liberarla, Kirk expulsa a Edison y al arma al espacio. Spock y McCoy consiguen cerrar la ventilación antes de que Kirk sea expulsado al espacio.
Por su valor, la comandante Paris asciende a Kirk a vicealmirante, pero Kirk rechaza el ascenso y permanece como capitán del Enterprise. Spock decide continuar en la Flota Estelar y reanuda su relación con Uhura. Jaylah es aceptada en la Academia Espacial por recomendación de Kirk. Mientras la tripulación celebra el cumpleaños de Kirk, observan la construcción de la sustituta del Enterprise: la USS Enterprise-A, y tras su finalización, parten para reanudar su misión de cinco años.

## Reparto
| Actor          | Personaje                                                    |
| -------------- | ------------------------------------------------------------ |
| Chris Pine     | Capitán James T. Kirk. Comandante del USS Enterprise         |
| Zachary Quinto | Spock. Primer oficial y jefe científico del USS Enterprise   |
| Karl Urban     | Dr. Leonard "Bones" McCoy. Jefe médico del USS Enterprise    |
| Zoe Saldaña    | Nyota Uhura. Oficial de comunicaciones del USS Enterprise    |
| John Cho       | Hikaru Sulu. Navegante y tercer oficial del USS Enterprise   |
| Simon Pegg     | Montgomery "Scotty" Scott. Ingeniero jefe del USS Enterprise |
| Anton Yelchin† | Pavel Chekov. Segundo oficial de navegación del Enterprise   |
| Sofia Boutella | Jaylah                                                       |
| Idris Elba     | Krall/capitán Balthazar Edison. Excapitán del USS Franklin   |

## Producción

### Desarrollo
Paramount había anunciado que la próxima película de la franquicia, titulada provisionalmente por los medios de entretenimiento como Star Trek 3, estaba prevista para ser lanzada en julio de 2016, a tiempo para el aniversario número 50 de la franquicia. Según los informes, la película tendría lugar en el espacio profundo, con el Enterprise y el equipo tratando una crisis no revelada. Esta película según los informes, sería más similar al original Star Trek.
Debido al compromiso de Abrams de dirigir Star Wars: Episodio VII - El despertar de la Fuerza, fue productor pero no el director. El escritor Alex Kurtzman anunció que ya no participaría, con su compañero de escritura Roberto Orci, junto con Patrick McKay y JD Payne. Fue más tarde cuando se anunció que Orci dirigiría la película, pero el 5 de diciembre de 2014, se informó de que él ya no sería el director y que Edgar Wright estaba siendo considerado como un potencial reemplazo. El 22 de diciembre de 2014, Justin Lin fue confirmado como director de Star Trek 3.
El 22 de enero de 2015, se anunció que Simon Pegg co-escribiría la tercera película junto con Doug Jung. En el proyecto original de Orci, Pegg comentó que Paramount "tenía un guion de Star Trek que no estaba realmente trabajado para ellos. Creo que el estudio estaba preocupado de que podría haber sido demasiado poco "startrekiano"". Por su papel como el guionista principal, Pegg había pedido hacer esta nueva película "más inclusiva", indicando que la solución era "hacer un western o un thriller o una película de robo, y entonces poblar eso con personajes de Star Trek, por lo que es más inclusiva a una audiencia que podría ser un poco reticente."
El 10 de abril de 2015, Deadline informó que la actriz francesa Sofia Boutella fue elegida como miembro del elenco en la tercera película. El 21 de abril de 2015, Trek Movies reveló que el título de la película sería Star Trek Beyond.

### Rodaje
El rodaje empezó en junio de 2015, con Bryan Cranston e Idris Elba en conversaciones para el papel del villano principal.

## Estreno
El 23 de diciembre de 2014, se anunció que la película se estrenaría el 22 de julio de 2016. El 25 de noviembre de 2015 FOX anunció que la película también sería estrenada en formato IMAX, convirtiéndose así en la segunda película de la serie que se estrenara en dicho formato.

## Recepción
La película fue estrenada el día 22 de julio y en su primer fin de semana logró recaudar más de 90 millones de dólares lo que la convierte en la película con mayor recaudación en su primer fin de semana de toda la franquicia. La recaudación del metraje continuó su gran ritmo al alcanzar los 105 millones en apenas 5 días en la cartelera.